# Сабольци, Макс
Макс Сабольци (точнее — Микша Сабольчи; венг. Szabolcsi Miksa; 1857—1915) — венгерский еврейский журналист и редактор, публицист и общественный деятель, сторонник движения территориалистов.

## Биография
Родился в 1857 году в Nyírtura (ныне — на территории медье Сабольч-Сатмар-Берег). Обучался в Будапештской еврейской семинарии.
Публиковался в еврейских периодических изданиях под псевдонимом «Ibri Anochi». Перевёл на венгерский язык некоторые части аггады и трактата Санхедрин. Главная литературная деятельность Сабольци началась в связи с Тисса-Эсларским делом (1882—1883), когда он поместил ряд статей в «Debreczeni Ellenös», обративших на себя всеобщее внимание.
В 1884 году Сабольци стал редактировать «Jüdische Pester Zeitung», a в 1886 — религиозный журнал «Egyenlöseg» («Равноденствие»), ведший борьбу с сионизмом и с национализмом. Благодаря его газетной агитации сторонники еврейского движения территориализма приобрели много новых членов в 1912 году.